# Piętnastozgłoskowiec
Piętnastozgłoskowiec – w wierszu sylabicznym rozmiar średniówkowy o rozpiętości piętnastu sylab i podziale po sylabie siódmej albo ósmej. Występował on bardzo rzadko w porównaniu z trzynastozgłoskowcem i jedenastozgłoskowcem.

## Literatura polskojęzyczna
Piętnastozgłoskowca używał Mikołaj Rej w Żywocie Józefa, przy czym posługiwał się nim w swoich wypowiedziach wyłącznie bohater-mężczyzna, podczas gdy kobieta przemawiała ośmiozgłoskowcem, co jest widomym znakiem lekceważenia niewiast w tej epoce:
Ach, nasz panie wszechmogący, toć są dziwne twe sprawy;
A szafujesz swe mądrości iście, jako pan prawy:
Piętnastozgłoskowca używał też ewangelicki poeta Jakub Lubelczyk i to w obu odmianach średniówkowych 15(7+8) i 15(8+7). Przykład użycia rozmiaru piętnastosylabowego można odnaleźć również w twórczości barokowego poety religijnego Stanisława Grochowskiego
W ostatnią pańską wieczerzę, gdy za stół posadzono
Sławny senat apostolski, tym darem wszystkie czczono
Ale najpierw zakonne mandaty wypełniono.
(Hymna nieszporna)
Piętnastozgłoskowca użył w tomie Laur olimpijski Kazimierz Wierzyński. Z metrum piętnastosylabowym eksperymentował Anatol Stern, używając go w sonecie. Sonet pisze się po polsku prawie wyłącznie jedenastozgłoskowcem lub trzynastozgłoskowcem. Zasadniczo piętnastozgłoskowcem jest napisany wiersz Wisławy Szymborskiej Przemówienie w biurze rzeczy znalezionych. Choć pieśń Mury Jacka Kaczmarskiego nie jest napisana wierszem sylabicznym, występuje w niej znaczna przewaga piętnastozgłoskowca 8+7:
Śpiewali więc, klaskali w rytm, jak wystrzał poklask ich brzmiał (sSsSsSsS//sSsSssS).
Piętnastozgłoskowy jest też heksametr Cypriana Kamila Norwida SsSssSs//SssSssSs.
Czemu, Cieniu, odjeżdżasz, ręce złamawszy na pancerz,
Przy pochodniach, co skrami grają około twych kolan? -
Miecz wawrzynem zielony i gromnic płakaniem dziś polan;
Rwie się sokół i koń twój podrywa stopę jak tancerz.
Piętnaście sylab mają też często wersy zwykłego nierównozgłoskowego heksametru polskiego, którego rozmiar waha się od trzynastu do siedemnastu zgłosek. Pierwszy wers Powieści wajdeloty Adama Mickiewicza jest właśnie piętnastosylabowy: Skąd Litwini wracali? - Z nocnej wracali wycieczki. Po piętnaście zgłosek mają też poszczególne linijki w wierszach tonicznych ułożonych sześciozestrojowcem, na przykład w liryce Juliana Tuwima.
Mickiewicz zastosował też w Dziadach piętnastozgłoskowiec trójdzielny 15(5+5+5):
On Cię nie poznał, on Cię nie uczcił, Panie nasz wielki!
On Cię nie kochał, on Cię nie wezwał, nasz Zbawicielu!

## Literatura obca
W sylabotonizmie piętnastozgłoskowiec może przyjmować postać jambicznego siedmiostopowca (sSsSsSsS//sSsSsSs) lub amfibrachicznego pięciostopowca (sSssSssSssSssSs). Pięciostopowym amfibrachem posłużył się czeski poeta Karel Hlaváček w jednym z utworów z tomu Mściwa kantylena.
Pak odbilo pomalu... Hodina soudu a spásy...
A pacholci táhli ho v kleci tmou nad jejich hlavy.
Oh, mstivé ty tváře! Oh, divoké, bassové hlasy! -
Teď chorál mu řvali! A posměšný chorál (však lhavý),
neb lhalo-li všecko - byl posměch jich nejvíce lhavý!
Autor ten posługiwał się w wymienionym tomiku również piętnastozgłoskowcem jambicznym:
Již mrtvo vše, již mrtvo vše, kraj ani nezavzdýchá -
a marno vše a marno vše - ten tam je vzdor a pýcha,
ryk msty již nikdy nezazní zde do mrtvého ticha.
Piętnastosylabowe siedmiostopowce jambiczne pojawiają się u nas głównie w tłumaczeniach z literatury angielskiej, gdzie siedmiostopowy jamb (fourteener) jest bardzo popularny. Po dodaniu hiperkataleksy rozmiar wersu w przekładzie wzrasta do piętnastu zgłosek. Stanisław Barańczak regularnym piętnastosylabowym jambem przełożył wiersz T.S. Eliota (z cyklu Koty) o Tygryszardzie Drapieżu. W utworze oryginalnym piętnastozgłoskowego siedmiostopowego jambu użył Stanisław Ciesielczuk w wierszu List:
Dobrze mi na wsi. W ciele drzew, jak we mnie, wiosna krąży.
Pewnie wytrysną z duszy znów dźwięki jak bujne liście.
Dzień coraz chętniej leni się, kiedy przez wieś mą dąży.
A jam się prosty stał — od dziś mknę prosto i strzeliście.
Piętnastozgłoskowiec jambiczny (wiersz polityczny) był bardzo popularny w poezji greckiej po zaniku tradycyjnego heksametru. Formę oryginału greckiego zachowywał w swoich tłumaczeniach Janusz Strasburger. Strasburger tłumaczył przede wszystkim wiersze liryczne, ale wiersz polityczny jest typowy dla wielkiej epiki. Piętnastozgłoskowiec można odnaleźć również w polskim przekładzie bizantyjskiego eposu Bazyli Digenis Akritas. Warto dodać, że w antycznej metryce greckiej wers piętnastozgłoskowy zamykał strofę saficką większą.
Piętnastozgłoskowiec jambiczny występuje w poemacie Jaroslava Vrchlickiego Harut i Marut. 
Do pnia Salomon przyszedł król, od wschodniej przyszedł strony.
Zapukał cicho: „Jam jest król rodzajów ludzkich czczony.
Aniele czarny, powiedz mi, gdzie życia święte zdroje?
Jaki ostatni jego cel? Pragnienie ugaś moje!”
Tłum. Zenon Przesmycki Miriam.
W literaturze angielskiej zazwyczaj piętnastozgłoskowy jest ośmiostopowiec trocheiczny (SsSsSsSsSsSsSsS), użyty na przykład przez Roberta Browninga w wierszu A toccata of Galuppi’s.
Here you come with your old music, and here's all the good it brings.
What, they lived once thus at Venice where the merchants were the kings,
Where Saint Mark's is, where the Doges used to wed the sea with rings?
Takim samym rodzajem wiersza inny wybitny przedstawiciel poezji wiktoriańskiej, Alfred Tennyson, napisał wiersz Locksley Hall.
Piętnastozgłoskowy jest teoretycznie angielski pięciostopowiec anapestyczny (ssSssSssSssSssS), jednak w praktyce w angielskich anapestach często dochodzi do wytłumienia którejś nieakcentowanej sylaby wzorca. Dokładnie model anapestycznego piętnastosylabowca odwzorował wspomniany Robert Browning w wierszu Summum bonum: All the breath and the bloom of the year in the bag of one bee.